# مميند
مميند هي قرية في مقاطعة نقدة، إيران. يقدر عدد سكانها بـ 788 نسمة بحسب إحصاء 2016.